# Dan Marino
Daniel Constantine Marino (Pittsburgh, 15 september 1961) is een voormalig Amerikaans quarterback voor de Miami Dolphins in de National Football League (NFL).
Marino heeft veel NFL-records op zijn naam staan en behoort tot de NFL Hall of Fame, waarin de beste Americanfootballspelers zijn opgenomen. Hij wordt gezien als een van de beste quarterbacks in de geschiedenis van de NFL, hoewel hij nooit een Super Bowl won. Dan Marino stond bekend om zijn snelle en krachtige pass, waarmee hij de Dolphins door veel play-offs gesleept heeft.

## Trivia
- In de komedie Ace Ventura: Pet Detective uit 1994 speelt Marino zichzelf.
- In de komedie Bad Boys II komt Marino ook voor: ook hier speelt hij zichzelf.